# Central nuclear de Buxer
O presidente iraniano Hassan Rohani ee Ali Akbar Salehi em frente da central em 13 de janeiro de 2015.

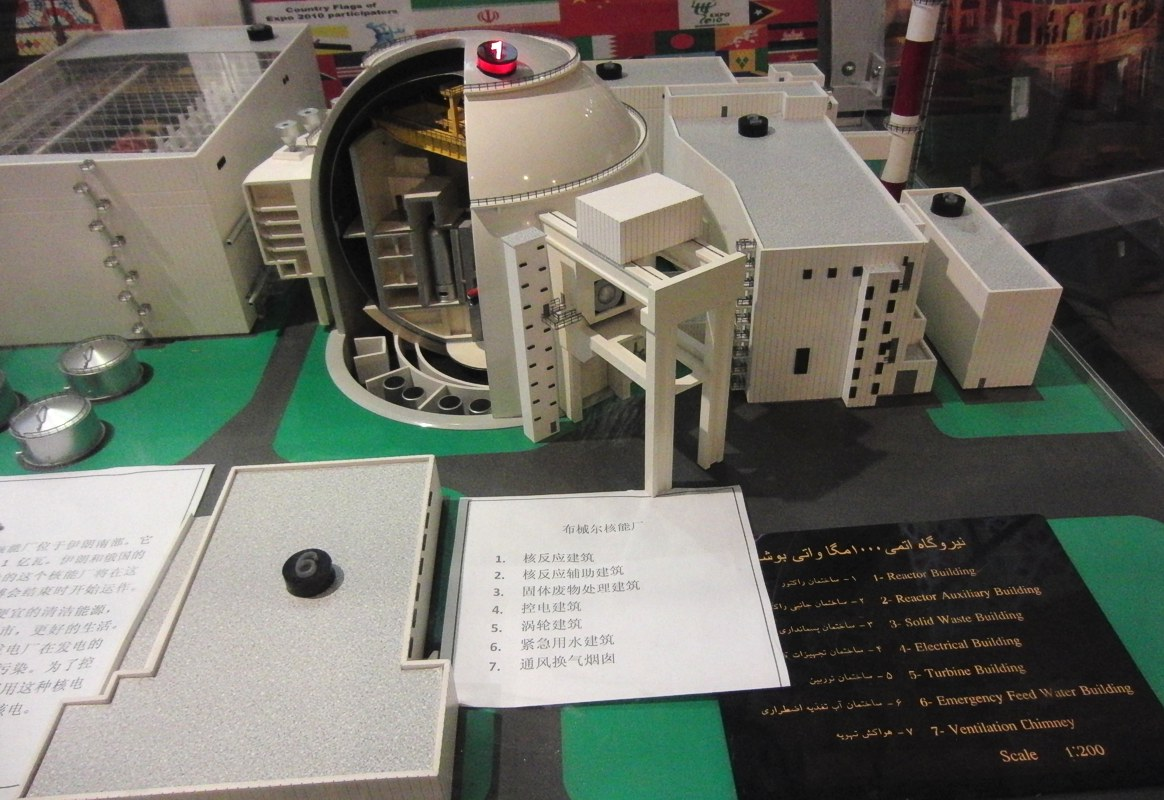
Modelo da central nuclear

Central nuclear de Buxer (em persa: نیروگاه اتمی بوشهر) está localizada a 17 quilômetros a sudeste de Bandar Buxer. Foi construída em cooperação com a Rússia. Os trabalhos tinham sido iniciados pela empresa alemã Kraftwerk Union A.G., uma filial da Siemens AG, que em 1975 tinha assinado um acordo para a construção de dois reatores nucleares por 4 a 6 milhares de dólares. O primeiro bloco energético da central nuclear de Buxer foi posto em serviço a 3 de setembro de 2011 e foi oficialmente aberto a 12 de setembro, com as presenças do ministro russo da energia Sergei Shmatko e o diretor da Agência Federal de Energia Atómica Sergei Kiriyenko.